# Singapore Masters 1985
Das Camus Singapore Masters 1985 war ein professionelles Snooker-Einladungsturnier, das im September 1985 im Rahmen der Saison 1985/86 in Singapur ausgetragen wurde. Sieger wurde der Vorjahres-Zweite Steve Davis, der Titelverteidiger Terry Griffiths im Finale besiegte. Über das höchste Break sind keine Angaben verfügbar.

## Preisgeld
Erneut wurde das Turnier von der französischen Cognacbrennerei Camus gesponsert, die mit dem Turnierorganisator, Barry Hearns Matchroom Sport, einen Sponsoringdeal über verschiedene asiatische Einladungsturniere abgeschlossen hatten. Erneut wurde den Spielern kein monetäres Preisgeld ausgezahlt.

## Turnierverlauf
Erneut wurden zum Turnier zwei Amateure eingeladen, diesmal wurde E. Loh und Lin Kuan diese Ehre zuteil. Daneben wurden erneut einige britische Profispieler eingeladen, deren Anzahl auf vier stieg. Neben den Vorjahresteilnehmern Steve Davis, Terry Griffiths und Tony Meo nahm diesmal auch Dennis Taylor teil. Die sechs Teilnehmer wurden zu Beginn in zwei Dreier-Gruppen eingeteilt. In jeder Gruppe war einer der beiden singapurischen Amateure und somit zwei britische Profispieler. In beiden Gruppen wurde zunächst ein einfaches Jeder-gegen-jeden-Turnier ausgespielt. Der jeweilige Gruppensieger kam eine Runde weiter; im Endspiel trafen die beiden aufeinander. Während die Gruppenspiele alle im Modus Best of 3 Frames stattfanden, wurde das Finale im Modus Best of 7 Frames ausgetragen.

### Gruppenphase
Gruppe A
Favorit Steve Davis gewann die Gruppe klar, verlor aber beim 2:1 gegen Tony Meo als einziger Sieger eines Gruppenspieles einen Frame. Meo musste sich anschließend überraschend mit 0:2 E. Loh geschlagen geben, der somit den 2. Platz hinter Davis belegte.
| Pos. | Spieler     | Partien | S | N | Frames | Diff. |
| ---- | ----------- | ------- | - | - | ------ | ----- |
| 1    | Steve Davis | 2       | 2 | 0 | 4:1    | +3    |
| 2    | E. Loh      | 2       | 1 | 1 | 2:2    | +0    |
| 3    | Tony Meo    | 2       | 0 | 2 | 1:4    | −3    |

| Spiel | Spieler 1   | Ergebnis | Spieler 2 |
| ----- | ----------- | -------- | --------- |
| 1     | Steve Davis | 12:12    | Tony Meo  |
| 2     | Steve Davis | 02:02    | E. Loh    |
| 3     | E. Loh      | 02:02    | Tony Meo  |

Gruppe B
Die Gruppe war sehr ausgeglichen. Alle drei Spieler gewannen und verloren je eine Partei, auch das Frameverhältnis war gleich. Am Ende entschieden vermutlich die erzielten Punkte. Hiervon profitierte Terry Griffiths. Der Titelverteidiger war zwar mit einem 2:0 gegen Lin Kuan gestartet, hatte sich dann aber mit 0:2 dem amtierenden Weltmeister Dennis Taylor geschlagen geben müssen. Obwohl Griffiths somit nicht mehr aus eigener Kraft Gruppensieger werden konnte und Taylor einen Matchball für den Gruppensieg hatte, verlor er überraschend mit 0:2 gegen Lin Kuan. Taylor hätte bereits ein Frame zum Gruppensieg gereicht, so aber gewann Griffiths, da er sowohl im Vergleich zu Taylor als auch im Vergleich zu Lin Kuan beim entscheidenden Kriterien (vermutlich den Punkten) besser abschnitt.
| Pos. | Spieler         | Partien | S | N | Frames | Diff. |
| ---- | --------------- | ------- | - | - | ------ | ----- |
| 1    | Terry Griffiths | 2       | 1 | 1 | 2:2    | +0    |
| 2    | Dennis Taylor   | 2       | 1 | 1 | 2:2    | +0    |
| 3    | Lin Kuan        | 2       | 1 | 1 | 2:2    | +0    |

| Spiel | Spieler 1       | Ergebnis | Spieler 2       |
| ----- | --------------- | -------- | --------------- |
| 1     | Terry Griffiths | 02:02    | Lin Kuan        |
| 2     | Dennis Taylor   | 02:02    | Terry Griffiths |
| 3     | Lin Kuan        | 02:02    | Dennis Taylor   |

### Finale
Die beiden Gruppensieger trafen im Finale aufeinander. Bereits im Vorjahr hatten beide am Ende die ersten beiden Plätze gewonnen, damals hatte aber Griffiths das gänzlich im Gruppenformat ausgetragene Turnier gewonnen. Nun gewann aber Davis den Titel; er besiegte den Waliser im Finale mit 4:2.
| Finale: Best of 7 Frames Singapur, Singapur, September 1985 |                |                 |
| Steve Davis                                                 | 4:2            | Terry Griffiths |
| Die Frame-Ergebnisse sind unbekannt                         |                |                 |
| –                                                           | Höchstes Break | –               |
| –                                                           | Century-Breaks | –               |
| –                                                           | 50+-Breaks     | –               |